# هوو، ساسکس شرقی
هوو (به انگلیسی: Hooe) یک روستا و محله مدنی در بریتانیا است که در Wealden واقع شده‌است. هوو ۱۰٫۰ کیلومتر مربع مساحت و ۴۴۵ نفر جمعیت دارد.